# Museo de Arte Ibérico El Cigarralejo
El Museo de Arte Ibérico «El Cigarralejo» está situado en Mula, Murcia, España. Alberga una amplia e importantísima colección de materiales arqueológicos del periodo ibérico (siglos IV-I a. C.), provenientes todos ellos del complejo ibérico de El Cigarralejo, un paradigma para la arqueología ibérica en cuanto a sus restos y conservación se refiere. La colección de materiales iberos fue donada por el investigador y arqueólogo D. Emeterio Cuadrado Díaz el 21 de abril de 1989 y conservado por la directora Doña Virginia Page del Pozo desde su inauguración en el año 1993. El museo de El Cigarralejo se convirtió así en un museo monográfico, es decir, un museo que como cometido tiene la divulgación y el estudio de los aspectos socioculturales de la cultura ibérica en el territorio de la ciudad de Mula.

## Fundación
El Museo de Arte Ibérico «El Cigarralejo» se creó para albergar una colección de materiales arqueológicos provenientes del yacimiento homónimo que el arqueólogo Emeterio Cuadrado descubrió en su finca particular, dedicándole a esta tarea 40 años para exhumar 547 tumbas entre 1948 y 1988. La mayoría de los restos conservados provienen de la necrópolis que excavó en este periodo, 547 tumbas de incineración ibéricas con sus respectivos ajuares funerarios, es decir, los objetos personales del difunto que sus allegados colocaron en la fosa para que le sirvieran en el más allá. Los ajuares funerarios varían según sexo, oficio, poder adquisitivo y condición social del fallecido y abarcan un periodo cronológico bastante extenso; entre los inicios del siglo IV a. C. y los primeros años del siglo I a. C.
Cuadrado sufragó gran parte de las intervenciones arqueológicas, tan solo las últimas campañas fueron sufragadas con dinero público, de ahí que gran parte de los materiales rescatados entre 1948 y 1984 fueran privados. Las últimas intervenciones llevadas a cabo entre 1981 y 1983 fueron costeadas por el Estado, y entre 1984 y 1988 se realizaron con permiso y subvenciones de la Comunidad Autónoma de la Región de Murcia. Con respecto a la necrópolis, hay dos colecciones: una estatal, tumbas 1 a 478, y otra autonómica, 479-547. El 1 de junio de 1986, Cuadrado donó su colección al Estado, motivo por el cual se decidió rehabilitar en el pueblo una antigua casa solariega del siglo XVII para albergar la colección. La importancia histórica y cultural que suponían los ajuares aconsejaron la aceptación, por parte del Estado, de dicha donación, haciéndose efectiva por Orden de 21 de abril de 1989.
El Ministerio de Cultura aceptó la donación con la condición de disponer de un edificio propio en la ciudad de Mula y así proyectar las obras de rehabilitación y adecuación de la futura sede.
El proyecto se ejecutó en dos fases: la primera, llevada a cabo entre los años 1983 y 1984, consistió en la consolidación y restauración de la sede. La segunda fase se llevó a cabo con la dirección de Virginia Page del Pozo, tras un lapso de tiempo, se retomó en el año 1992 y se realizó el proyecto de instalación museográfica, el programa de cartelería y señalización, así como, la restauración de los objetos a exponer.

## Palacio de los Marqueses de Menahermosa
El palacio es una típica construcción del barroco murciano. En el lugar donde se construyó existía desde finales del siglo XVII una casa de menor tamaño situada en la zona que da a la actual calle de González, propiedad de la familia Guillén; y otra que, en ese momento, estaba dividida en dos, perteneciente a los hermanos Valcárcel Melgarejo, Juan Diego y Fernando. Al primero pertenecía la porción de la calle del Marqués, y de Fernando era la fachada que da a la del Grifo, hoy Patricio Moya.
Juan Diego Valcárcel, nacido en Mula en el año 1696, vivió en la ciudad de Lima, Perú, a donde llevó su grado de general. Allí enlazó amistad con el marqués de Menahermosa, José Antonio de Llamas y Estrada, a quien vendió diversas propiedades en los campos y huerta de Mula y su parte de casa. A su muerte en diciembre de 1745, y al carecer de herederos forzosos por ser soltero, lo designó heredero universal, algo que no gustó a los parientes de su villa natal. El abuelo del primer poseedor del título, Diego de Llamas, era natural de Mula y hubo de alistarse en el ejército y pasar a la zona de Almería. Su hijo Cristóbal nació en Rioja, pequeño pueblo de la provincia de Almería, donde contrajo matrimonio con Damiana Estrada, del que nacieron varios hijos, uno de los cuales fue José Antonio, bautizado el 27 de mayo de 1687.
Asentó plaza en la milicia en 1696, en el Peñon de Vélez de la Gomera, destino de su familia. Durante la Guerra de Sucesión Española formó en las filas de Felipe V, en las que derrochó valor y astucia, señales de identidad que le sirvieron para ascender en el escalón hasta ser nombrado Segundo Teniente de las Reales Guardias Españolas en 1711.
Ocho años más tarde conoció a Ana Magdalena de Mena Ferrari, nacida en Alejandría, cerca de Milán. Su primer hijo, José Antonio, nació en Madrid en diciembre de 1721. Trasladados a Barcelona, allí tuvieron a sus dos hijas, María Josefa y Ana Magdalena, en 1723 y 1726, respectivamente. Vueltos a Madrid en 1728, en la capital de España, nació su último vástago, Antonio, muerto en la frustrada expedición contra Argel de 1775. Hombre de confianza de la monarquía borbónica, en 1729 fue designado Cabo Principal de las Armas de Tierra del Perú, en cuyo cargo se subrogaba el de general del puerto de El Callao y conllevaba el título de Teniente de Capitán General del Reino del Perú. Embarcó para el Nuevo Mundo al año siguiente con dos criados y en Perú permaneció veintisiete años. En América adquirió su marquesado, en agosto de 1745, por la suma de 20.000 pesos. Regresó en 1757 para ser nombrado corregidor de Tarragona. En aquella ciudad se jubiló con el grado de Teniente General de los Ejércitos y pasó a Mula, donde falleció en 1772.
Ana Magdalena de Mena Ferrari residió en Mula desde finales de la década de 1730 con sus hijos. A partir de 1746, al recibir la copia del testamento del general Valcárcel, decidió construir su vivienda en la parte de casa que le legaba en una de las mandas.
En torno a 1750, el edificio fue concluido. Hecho a base de ladrillo visto, material barato de adquirir, es de una austeridad y sobriedad evidentes, si se hace abstracción de la gola pintada con motivos militares y del escudo marquesal, colocado en la gran fachada sur. Está dotado de planta baja, primero y de desvanes. En éstos, a los que da luz una torre a cuatro aguas con amplias ventanas, se almacenaban los cereales de la cosecha, los embutidos de la matanza y dormían los criados. El bajo estaba destinado, igualmente, al servicio. En él se situaban las cocinas, el pozo, la bodega de aceite y la del vino, las cuadras y cocheras. El principal quedaba reservado para los propietarios, que se asomaban al exterior por amplios balcones. En este espacio se hallaban el comedor, al que se accedía por la puerta central del rellano de la escalera; los dormitorios y el gran salón de baile. 
A la muerte del primer marqués, su hijo, José Antonio Llamas y Mena, amplió el palacio por el norte una vez que adquirió la parte de casa que pertenecía a los herederos de don Fernando Valcárcel. La obra se ejecutó entre 1778 y 1780 y consistió en el añadido de un gran cuerpo con fachada de ladrillo perfectamente trabada con la preexistente. Por la calle, se advierte el acrecentamiento en el trozo de gola no pintado e, interiormente, en el cambio de las puertas de los diversos cuartos, más recargadas que las primitivas.
Las novedades más importantes de esta fase, llevada a cabo por el alarife mulero Rodrigo Lentisco, consistieron en la creación del oratorio a costa de cerrar el último balcón del lado sur de la fachada principal, que fue decorado con sencillas pinturas y yeserías por un anónimo artista, quien también realizó los escudos heráldicos del matrimonio en el frente de la mesa del altar; y en la ornamentación de la entrada principal con una portada de mármol de las cercanas canteras de Cehegín, que importó, junto con la bien trabajada piedra de la esquina norte, 2000 reales.
En 1927 se acometió la última remodelación del palacio, centrada en derribar parte de las cuadras y de las cocinas para hacer el jardín que hoy existe.

## Salas

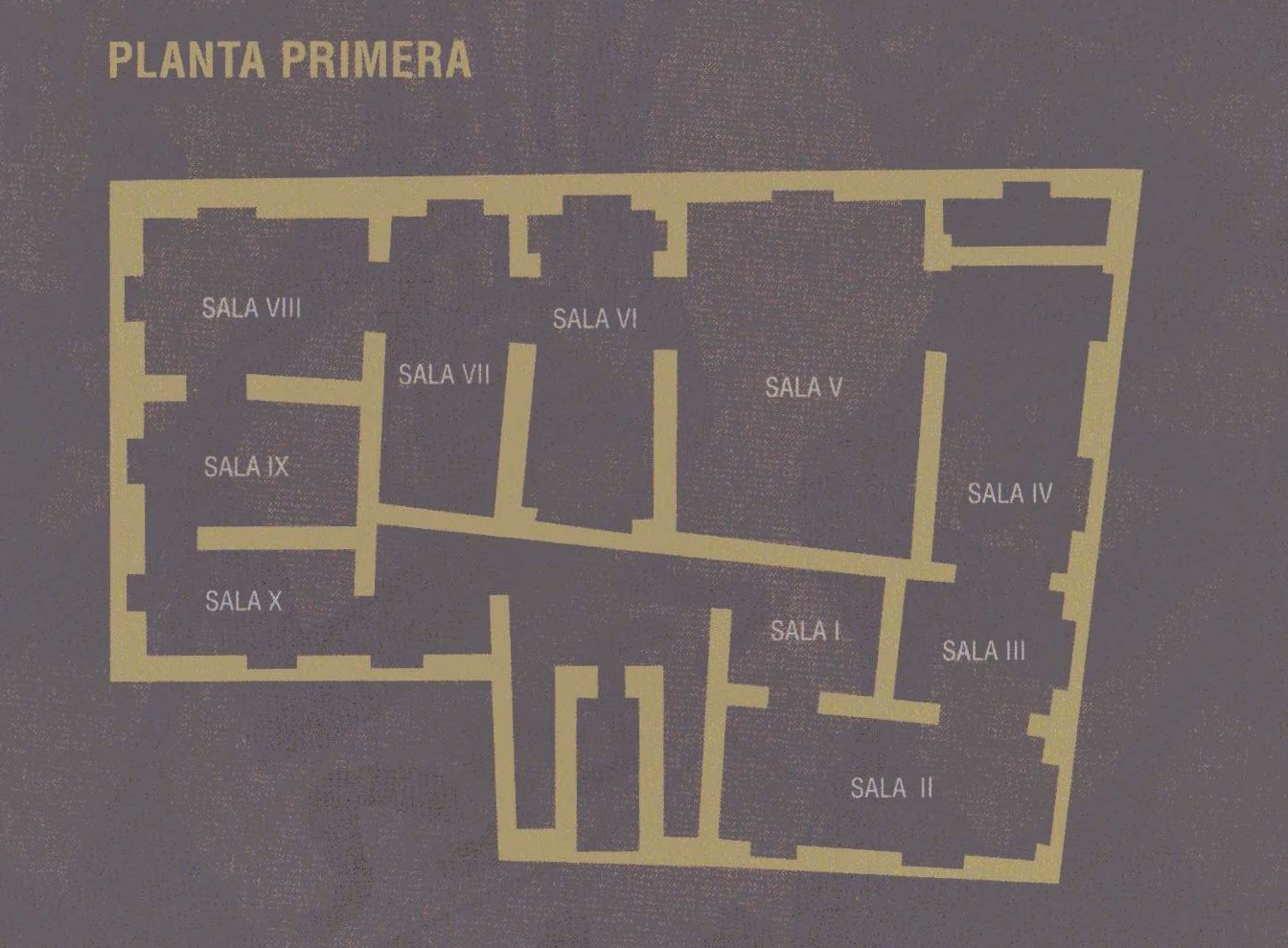
Disposición de las 10 salas de la planta primera.

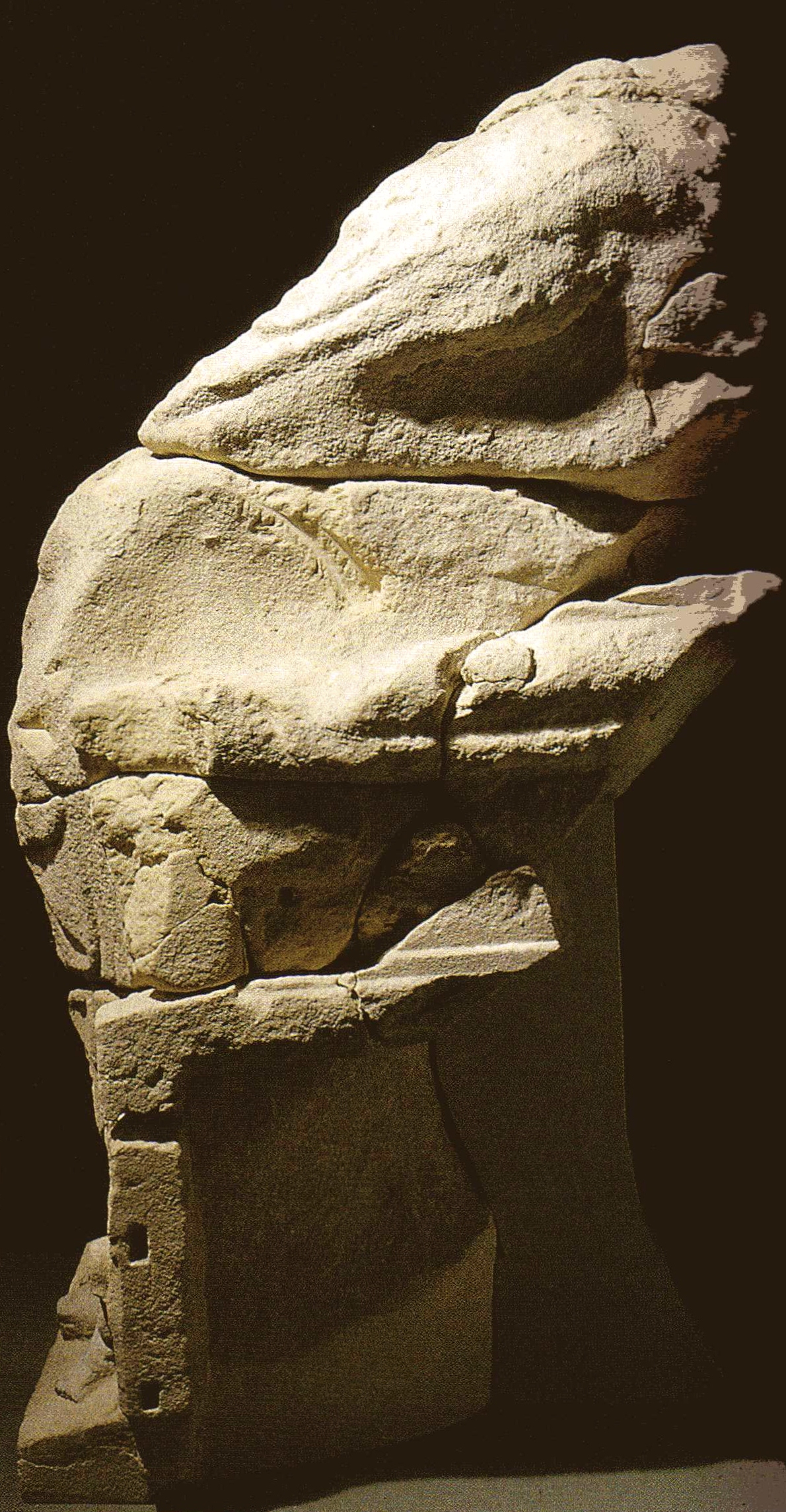
Dama Sedente.

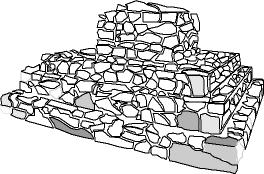
Ilustración del encachado tumular de una de las tumbas de la necrópolis.

El Museo de Arte Ibérico exhibe en sus 10 salas más de 80 ajuares funerarios procedentes de la necrópolis de El Cigarralejo. Cada una de las salas está dedicada a un tema sociocultural del mundo ibérico.

### Introducción a la necrópolis
Esta sala introduce al visitante a la historiografía del yacimiento con fotografías de las primeras campañas arqueológicas, el plano de la necrópolis con sus 547 tumbas y documentos que recogen los 40 años del trabajo realizado por Cuadrado.

### Selección de las tumbas más antiguas
En la segunda sala se muestran las tumbas más antiguas (s. IV a. C.), algunas con un rico ajuar, por lo que Cuadrado las denominó «Tumbas Principescas». En las tumbas 200 y 277 abundan cerámicas del Ática griega y objetos de lujo de la tipología de vasos griegos, como la crátera ática del pintor del «Tirso Negro» procedente de la tumba 47.

### Agricultura
La principal actividad económica ibérica fue la agricultura, de la que resultan numerosos vestigios bien conservados. En esta tercera sala se puede apreciar la conservación del ajuar de un agricultor, con útiles de labranza (hoz, podadera, refuerzo de un arado), semillas y huesos de diversos frutos (uva, bellota, almendras). También se puede ver la conservación de cordajes de esparto y cestos.

### Ganadería
La ganadería es otra actividad económica en el mundo íbero, estudiada en la sala cuarta. Entre los objetos del ajuar funerario aparecen huesos de animales domésticos (vaca, caballo, asno, oveja, cabra, cerdo y perro) y de caza. Se exhibe un ajuar que pudo pertenecer a un curtidor, dado los utensilios empleados para tratar las pieles.

### Cerámica
La abundancia y variedad de recipientes cerámicos ofrece datos para el estudio de la alfarería, una actividad que alcanzó un gran desarrollo en esta cultura. En la sala quinta hay vajillas de mesa, vajillas de cocina, vasitos de tocador, urnas. En estos recipientes predominan los motivos geométricos y los motivos vegetales. La cerámica ibérica se realizó con arcilla depurada, a torno y se coció en hornos. Se exhibe el ajuar de un posible alfarero, destacando los cantos rodados para moler pigmentos minerales, usados como pinturas, bruñidores de cuarcita, y pequeños recipientes contenedores de colorantes.

### Industria textil
La industria textil también fue una actividad propia del mundo íbero, en concreto, una actividad eminentemente femenina y que no se consideró un oficio. En la sala se aprecia numerosos objetos utilizados en el proceso del hilado como fusayolas (contrapeso del huso), agujas de hierro, bronce y hueso. En los materiales se conserva pequeños fragmentos, carbonizados en la pira, de tejidos de lana, lino y diferentes trenzados del esparto (cuerda, guita, recincho).

### Comercio y transporte
Los objetos dan testimonio de las relaciones comerciales habidas entre los íberos y los diferentes pueblos Mediterráneos, especialmente con Grecia a principios del siglo IV a. C. En la sala séptima se exhibe un amplio repertorio de vasos áticos, campanienses (área Lacial-Italia), de Rosas (Costa Catalana) y del Norte de África. Igualmente, se trata de los medios de transporte marítimos y terrestres utilizados en esta época. Una pieza significativa es la talla en piedra de un carro ibérico tirado por dos mulas.

### Mujer ibérica
Esta sala octava está dedicada a la mujer ibérica por su relevante papel a nivel cotidiano, religioso, festivo y funerario, evidente en la iconografía. En los pedestales se muestra fragmentos escultóricos femeninos. El más representativo es la Dama del Cigarralejo, que aparece entronizada y ricamente ataviada. Se exhibe objetos femeninos como cuentas de collar, agujas, punzones, fusayolas, anillos de bronce o vasitos de tocador. Se muestra también el plomo del Cigarralejo, soporte en el que se registra una inscripción ibérica, escrita con caracteres griegos, por los que se denomina escritura grecoibérica, aún por descifrar.

### El guerrero y su caballo
En la sala novena se expone un atuendo militar. El máximo exponente se encuentra en la panoplia Ibérica del Cigarralejo, un conjunto de armas en excelente estado de conservación. Atuendo y armamento usado por un pueblo, en el que es fácil distinguir entre armas defensivas y ofensivas. Entre las defensivas, está el escudo. Las ofensivas son la falcata (espada curva del Ibérico Pleno), diferentes tipos de lanza, ya sean completas de hierro, como el soliferrum, o fabricada la punta de metal y el astil de madera. También son apreciables los adornos personales como pendientes o hebillas de cinturón que completan la vestimenta del guerrero. Finalmente, hay fragmentos escultóricos que representan a équidos y una cabeza de guerrero. En esta sala, destaca el vaso de Los Guerreros y los Músicos

### Arquitectura funeraria ibérica
La última sala del museo está dedicada a la arquitectura funeraria ibérica. Los paneles muestran las diferentes cubiertas de tumbas o «encachados tumulares» de El Cigarralejo. También hay restos de pilares-estela, grupo escultórico presente en algunas tumbas relevantes de inicios del siglo IV a. C. Corona el monumento la escultura de un animal que ejercía de guardián o protector de la tumba. Se expone el pie calado de un vaso, usado posiblemente para quemar perfumes.
En abril de 2023 se inauguró una nueva exposición permanente sobre El Santuario del Cigarralejo. En ella se exponen los exvotos o piezas religiosas del Santuario, al igual que más de doscientos caballitos de piedra arenisca.
Está parte completamente moderna cuenta, además de con las piezas arqueológicas originales con reproducciones que pueden tocarse para que los visitantes puedan vivir la historia, con modernos materiales audiovisuales, esculturas, mapas y maquetas.

## Galería de imágenes

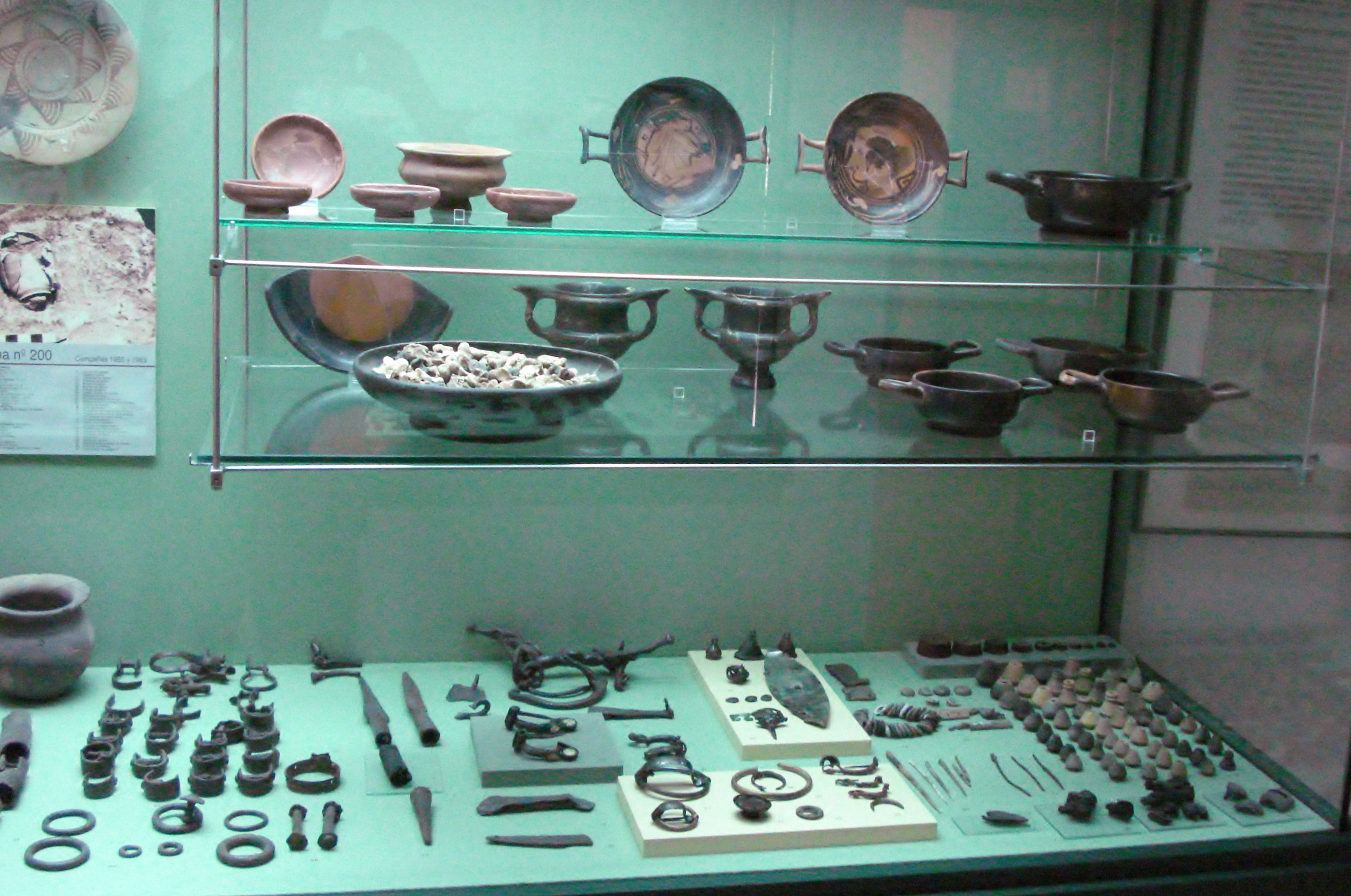
Tumba principesca del siglo IV a. C.
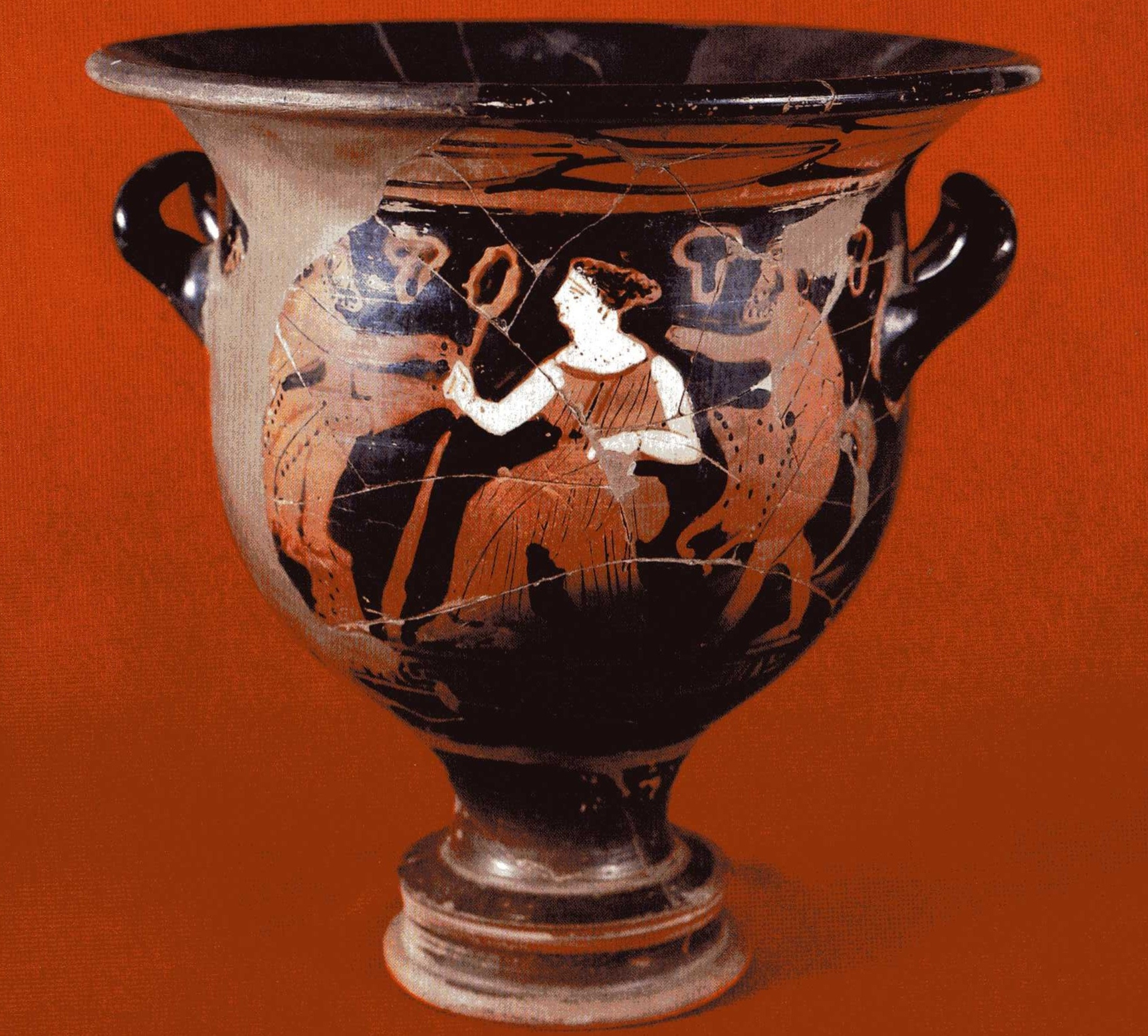
Crátera ática del pintor del «Tirso Negro».
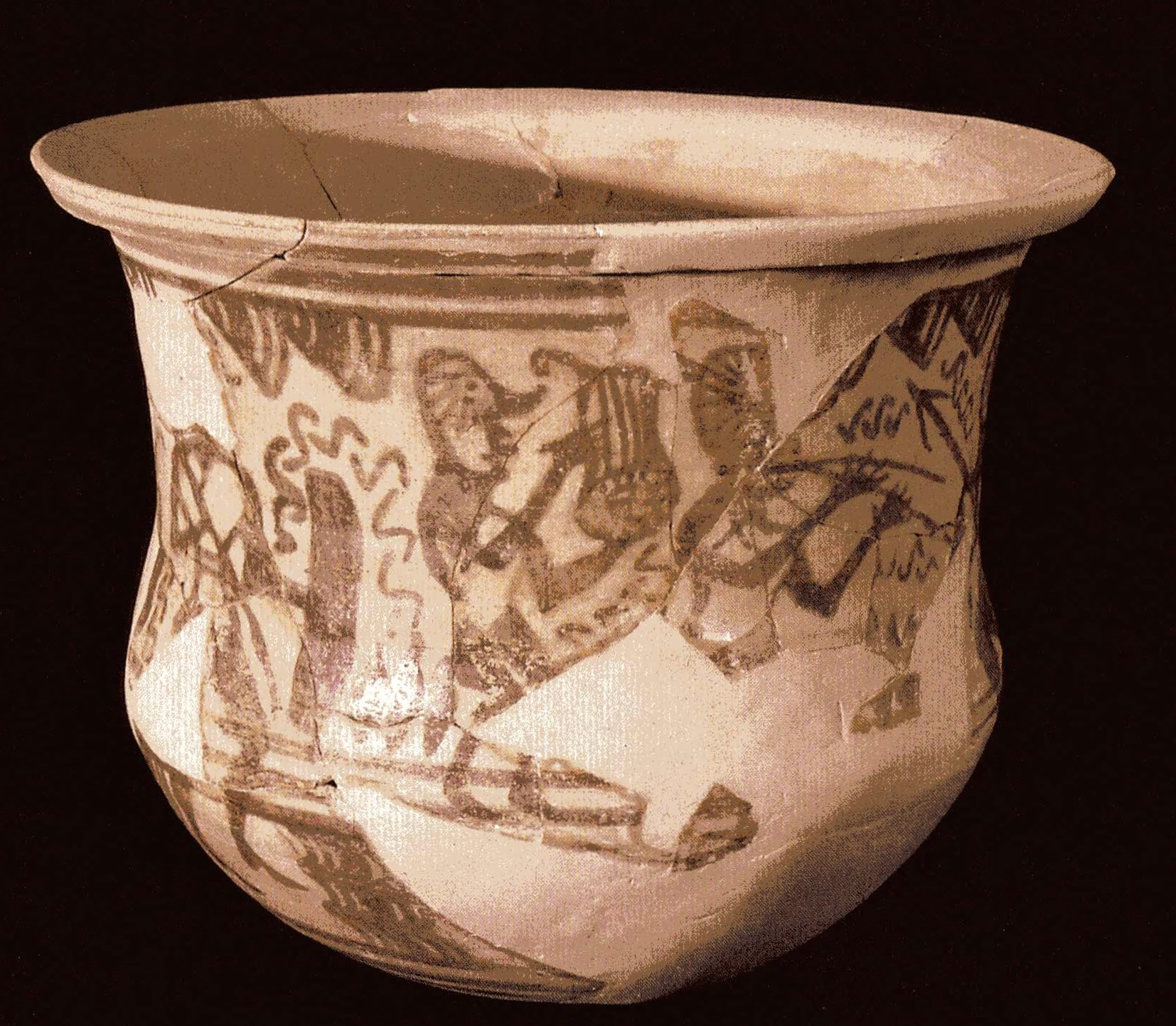
Crátera del desfile militar.
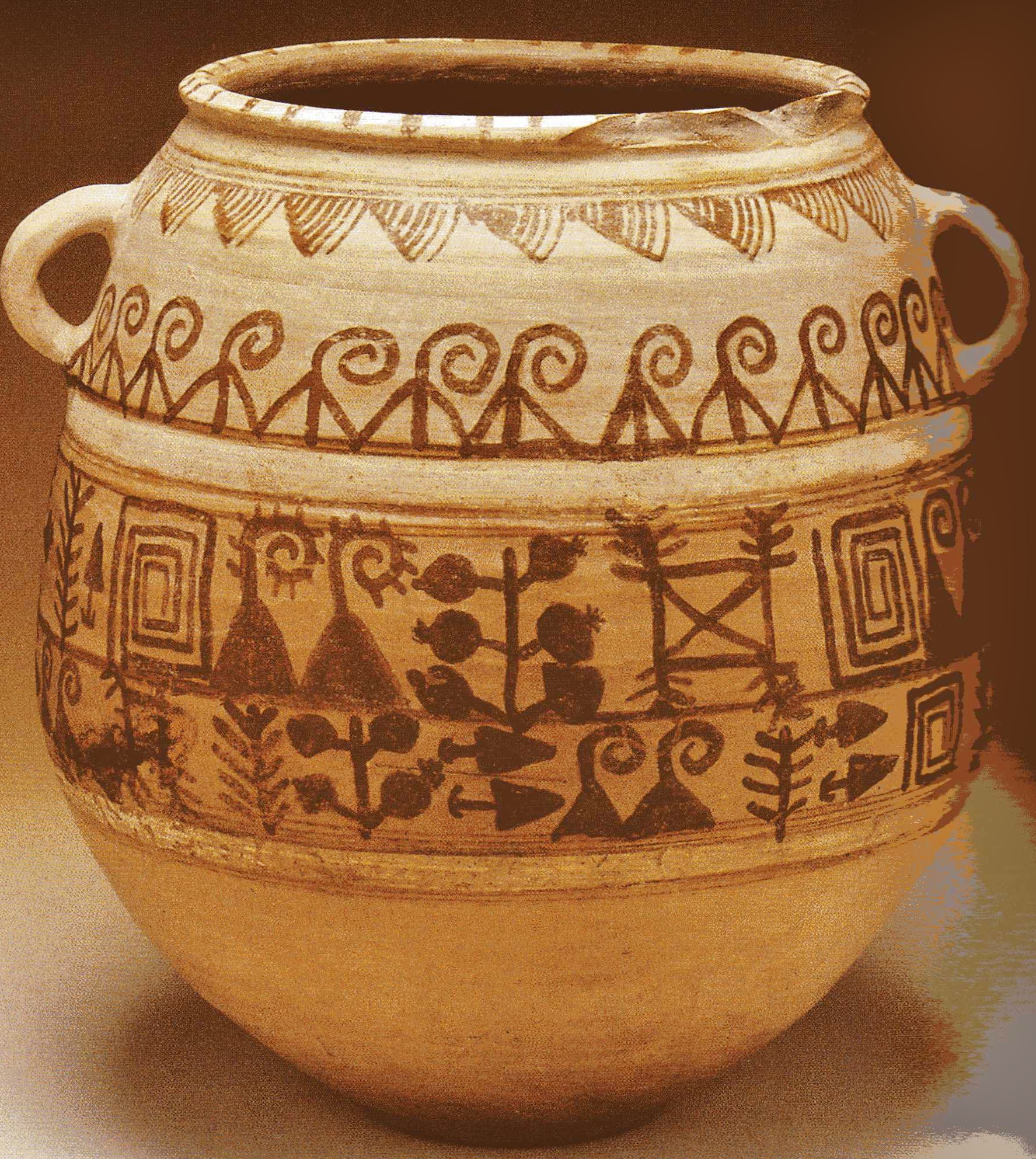
Vaso ibérico de los puñales y las granadas.
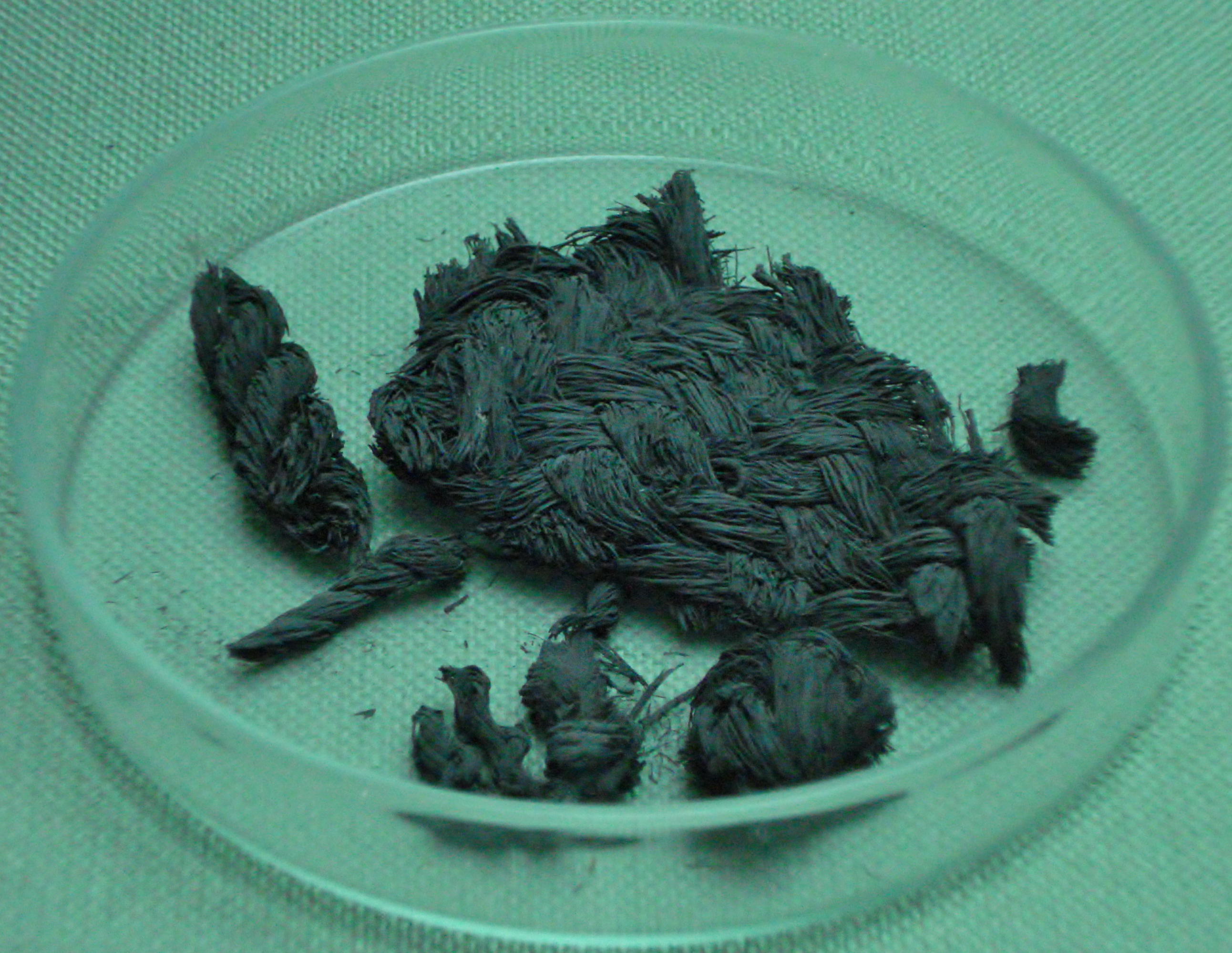
Esparto y restos de cestería.
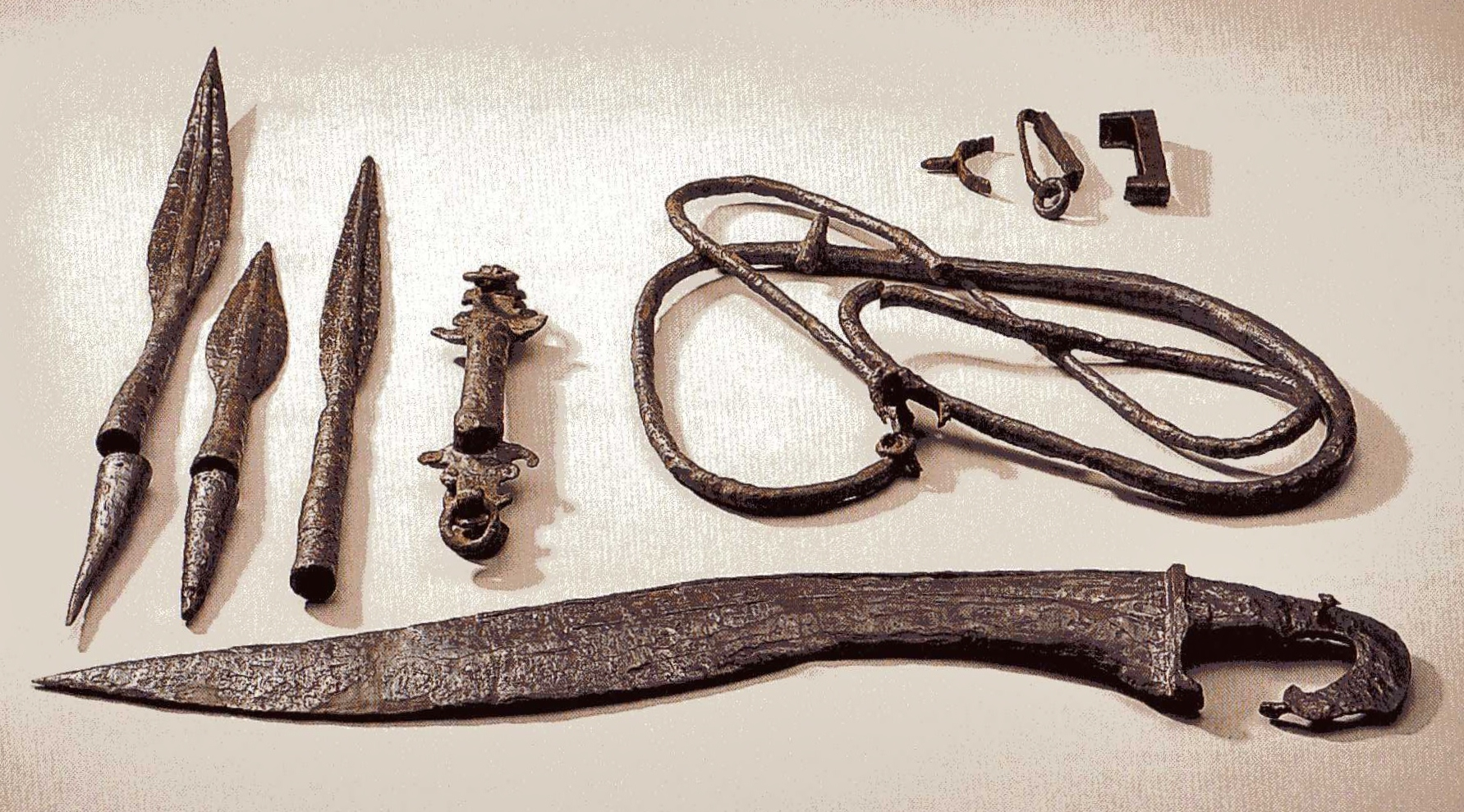
Panoplia compuesta de soliferrum, falcata, lanzas y asas de escudo.